# Меркулов Михайло Вікторович
Михайло Меркулов (рос. Михаил Меркулов, нар. 26 січня 1994, Камишин, Волгоградська область, Росія) — російський футболіст, фланговий захисник хорватської «Рієки».
Захищав кольори молодіжної збірної Росії.

## Ігрова кар'єра

### Початок
Михайло Меркулов народився у місті Камишин. З шести років почав займатися футболом у своєму рідному місті. З 14 років навчався в училищі олімпійського резерву.
Вже в п'ятнадцятирічному віці він перебрався до сусіднього Волгограда, де приєднався до «Ротора». Але до 2015 року в усіх турнірах Меркулов зіграв за команду лише 9 матчів.

### «Урал»
Влітку 2015 року футболіст уклав угоду з клубом «Урал» з Єкатеринбурга. У квітні 2016 року футболіст дебютував у Прем'єр-лізі у матчі проти ЦСКА. Ще будучи гравцем «Урала» Меркулов потрапив до розширеного списку збірної Росії на матчі із командами Сан-Марино та Кіпру.

### «Рубін»
По закінченню контракту з уральським клубом Меркулов на правах вільного агента приєднався до іншого клубу РПЛ - казанського «Рубіну».

### «Рієка»
У липні 2021 року перейшов до хорватського клубу «Рієка».

## Збірна
У 2015 році Михайло Меркулов провів одну гру у складі молодіжної збірної Росії.